# Taki Yuta
Taki Yuta (滝 裕太 Taki Yuta, sinh ngày 29 tháng 8 năm 1999) là một cầu thủ bóng đá người Nhật Bản. Anh thi đấu cho Shimizu S-Pulse.

## Sự nghiệp
Taki Yuta gia nhập câu lạc bộ tại J1 League Shimizu S-Pulse năm 2017.